# Віялохвістка танімбарська
Віялохвістка танімбарська (Rhipidura opistherythra) — вид горобцеподібних птахів родини віялохвісткових (Rhipiduridae).

## Поширення
Ендемік індонезійського архіпелігу Танімбар. Поширений на островах Ямдена, Ларат та Марое. Його природними середовищами існування є субтропічні або тропічні вологі низинні ліси та субтропічні або тропічні вологі гірські ліси і мангрові ліси.